# Joseph Liu Yuanren
Joseph Liu Yuanren (chiń. 刘元仁; ur. 16 marca 1923 w Qidong, prowincja Jiangsu, zm. 20 kwietnia 2005 w Pekinie), chiński duchowny katolicki, hierarcha Patriotycznego Stowarzyszenia Katolików Chińskich, uznawanego przez władze ChRL, pozostającego jednak bez łączności z Watykanem.
Święcenia kapłańskie przyjął w 1953. W 1993 został biskupem diecezji nankińskiej. Uczestniczył w pracach wielu instytucji społecznych, cieszących się uznaniem władz państwowych, był m.in. wiceprzewodniczącym Patriotycznego Stowarzyszenia Katolików Chińskich oraz wiceprzewodniczącym Komitetu Pokojowego Zrzeszenia Chińskich Organizacji Religijnych. Pełnił funkcję przewodniczącego Kolegium Chińskich Biskupów Katolickich oraz prezydenta Narodowego Chińskiego Seminarium Katolickiego. W IX i X kadencji (od 1998) Ludowej Politycznej Konferencji Konsultacyjnej Chin był członkiem jej Stałego Komitetu.